# とある魔術の禁書目録 (アニメ)
『とある魔術の禁書目録』（とあるまじゅつのインデックス）は、鎌池和馬による同名のライトノベルを原作としたアニメ作品。アニメーション制作はJ.C.STAFFが担当している。
第1期『とある魔術の禁書目録』は、2008年10月から2009年3月までAT-Xほかにて放送された。第2期『とある魔術の禁書目録II』は、2010年10月から2011年4月までAT-Xほかにて放送された。第3期『とある魔術の禁書目録III』は、2018年10月から2019年4月までAT-Xほかにて放送された。
第3期は2017年10月に開催された「電撃文庫 秋の祭典2017」内で制作が発表され、翌2018年始動の『とある』プロジェクト第1弾とされた。

## 登場人物
- 上条当麻（かみじょう とうま） - 声：阿部敦[4]
- インデックス - 声：井口裕香[4]
- 御坂美琴（みさか みこと） - 声：佐藤利奈[4]
- 白井黒子（しらい くろこ）- 声：新井里美[4]
- 一方通行（アクセラレータ） - 声：岡本信彦[4]
- 打ち止め（ラストオーダー）- 声：日高里菜
- オティヌス - 声：瀬戸麻沙美
- 五和（いつわ） - 声：茅野愛衣
- 浜面仕上（はまづら しあげ） - 声：日野聡[5]
- 滝壺理后（たきつぼ りこう）- 声： 洲崎綾
- 御坂妹（みさか いもうと） - 声：ささきのぞみ
- 垣根帝督（かきね ていとく）- 声：松風雅也[5]
- 心理定規（めじゃー はーと）- 声：井澤詩織
- ステイル＝マグヌス - 声：谷山紀章[4]
- 神裂火織（かんざき かおり） - 声：伊藤静[4]
- 土御門元春（つちみかど もとはる） - 声：勝杏里[4]

## スタッフ
|                                     | 第1期              | 第2期                | 第3期                                                          |
| ----------------------------------- | ------------------ | -------------------- | -------------------------------------------------------------- |
| 原作                                | 鎌池和馬           | 鎌池和馬             | 鎌池和馬                                                       |
| キャラクター原案                    | はいむらきよたか   | はいむらきよたか     | はいむらきよたか                                               |
| 監督                                | 錦織博             | 錦織博               | 錦織博                                                         |
| 助監督                              | 橘秀樹（監督補）   | 神保昌登（第7話 - ） | N/A                                                            |
| シリーズ構成                        | 赤星政尚           | 赤星政尚             | 吉野弘幸                                                       |
| アニメーション キャラクターデザイン | 田中雄一           | 田中雄一             | 田中雄一                                                       |
| サブキャラクター デザイン           | N/A                | N/A                  | 吉田優子、齋藤佳子 佐野はるか                                  |
| プロップデザイン                    | 岩瀧智             | 高瀬健一             | 寺岡賢司                                                       |
| 美術監督                            | 黒田友範           | 黒田友範             | 黒田友範                                                       |
| 色彩設計                            | N/A                | N/A                  | 中村真衣                                                       |
| 色彩設計                            | 安藤智美           |                      |                                                                |
| 撮影監督                            | 福世晋吾           | 福世晋吾             | 福世晋吾                                                       |
| 編集                                | 西山茂             | 西山茂               | 西山茂                                                         |
| 音響監督                            | 蝦名恭範           | 蝦名恭範             | 山口貴之                                                       |
| 音楽                                | I've sound         | I've sound           | イマジン                                                       |
| 音楽                                | 井内舞子           |                      |                                                                |
| 音楽プロデューサー                  | 西村潤             | 西村潤               | 土肥範子                                                       |
| プロデュース                        | 川瀬浩平、松倉友二 | 川瀬浩平、松倉友二   | 川瀬浩平、松倉友二                                             |
| プロデュース                        | 小山直子           | 小山直子             | 阿部隆二                                                       |
| プロデューサー                      | 三木一馬、木村康貴 | 三木一馬、木村康貴   | 三木一馬、木村康貴                                             |
| プロデューサー                      | 中山信宏、藤田敏   | 中山信宏、藤田敏     | 阿南浩志、志治雄一郎 服部健太郎、金庭こず恵 阿部倫久、礒谷徳知 |
| アニメーション制作 プロデューサー   | 柏田真一郎         | 田部谷昌宏           | 鈴木薫                                                         |
| アニメーション制作                  | J.C.STAFF          | J.C.STAFF            | J.C.STAFF                                                      |
| 製作                                | PROJECT-INDEX      | PROJECT-INDEX II     | PROJECT-INDEX III                                              |

## 制作
主な舞台となる学園都市は、原作では東京西部に位置する設定になっているが、テレビアニメ版では立川駅や多摩センター駅の周辺地域がデザインモデルとなっており、地域と連携した企画も行われている。

## 主題歌・挿入歌
第1期
オープニングテーマ
「PSI-missing」（第1話 - 第14話）
作詞・歌 - 川田まみ / 作曲 - 中沢伴行 / 編曲 - 中沢伴行、尾崎武士
TV版では第16話まで。
「masterpiece」（第15話 - 第24話）
作詞・歌 - 川田まみ / 作曲・編曲 - 井内舞子
TV版では第17話から。

エンディングテーマ
「Rimless〜フチナシノセカイ〜」（第1話 - 第19話）
作詞・歌 - IKU / 作曲 - 高瀬一矢、IKU / 編曲 - 高瀬一矢
「誓い言〜スコシだけもう一度〜」（第20話 - 第24話）
作詞・作曲・歌 - IKU / 編曲 - 高瀬一矢

挿入歌
「雨」（第12話）
作詞・歌 - 川田まみ / 作曲 - 中沢伴行 / 編曲 - 中沢伴行、尾崎武士
「jellyfish」（第23話）
作詞・歌 - 川田まみ / 作曲 - 中沢伴行 / 編曲 - 中沢伴行、尾崎武士

第2期
オープニングテーマ
「No buts!」（第1話 - 第16話）
作詞・歌 - 川田まみ / 作曲 - 中沢伴行 / 編曲 - 中沢伴行、尾崎武士
TV版第16話では不使用。
「See visionS」（第17話 - 第24話）
作詞・歌 - 川田まみ / 作曲・編曲 - 井内舞子
TV版第24話では不使用。

エンディングテーマ
「Magic∞world」（第1話 - 第13話）
作詞・歌 - 黒崎真音 / 作曲・編曲 - 井内舞子
「メモリーズ・ラスト」（第14話 - 第24話）
作詞・歌 - 黒崎真音 / 作曲 - 中沢伴行 / 編曲 - 中沢伴行、尾崎武士

挿入歌
「Pray〜祈り〜」（第23話）
作詞・歌 - IKU / 作曲・編曲 - Barbarian On The Groove

第3期
オープニングテーマ
「Gravitation」（第1話 - 第5話、第7話、第8話、第10話 - 第13話、第15話）
作詞 - 川田まみ / 作曲 - 中沢伴行 / 編曲 - 中沢伴行、尾崎武士 / 歌 - 黒崎真音
「ROAR」（第18話 - 第20話、第22話、第23話、第25話）
作詞・歌 - 黒崎真音 / 作曲 - 中沢伴行 / 編曲 - 中沢伴行、尾崎武士

エンディングテーマ
「革命前夜」（第1話 - 第5話、第7話、第8話、第10話 - 第15話）
作詞 - zopp / 作曲 - 高橋克行、伽羅奢 / 編曲 - 佐々木裕 / 歌 - 井口裕香
「終わらない歌」（第16話、第18話 - 第20話、第22話、第23話）
作詞 - zopp / 作曲 - 佐藤厚仁 / 編曲 - 華原大輔 / 歌 - 井口裕香

## 評価
「ニュータイプアニメアワード2011」では男性キャラクター賞で上条当麻が4位を獲得している。「ニュータイプアニメアワード2018-2019」では作品賞（TV放送＆配信作品）で7位を獲得している。
「2008年度読者が選ぶアニメキャラ大賞」では新人賞でインデックスが7位を獲得している。「2010アニメキャラアワード」では御坂美琴が2部門でトップ5入り（「強かったで賞」4位、「かわいかったで賞」4位）、「ワガママだったで賞」でインデックスが5位を獲得している。アニメディア創刊記念号特別企画「これが私の神アニメだ！ IN SUMMER」（2010年）では男性キャラクター部門で上条当麻が9位を獲得している。アニメディア創刊記念号特別企画「みんなの推しキャラ THE☆BEST」（2011年）では歴代人気アニメで9位、男性キャラクター部門で上条当麻が2位を獲得している。

## 放送局
| 放送期間                      | 放送時間                     | 放送局       | 対象地域   | 備考                                 |
| ----------------------------- | ---------------------------- | ------------ | ---------- | ------------------------------------ |
| 2008年10月5日 - 2009年3月22日 | 日曜 1:35 - 2:05（土曜深夜） | チバテレビ   | 千葉県     |                                      |
|                               | 日曜 2:30 - 3:00（土曜深夜） | テレビ神奈川 | 神奈川県   |                                      |
|                               | 日曜 2:55 - 3:25（土曜深夜） | 毎日放送     | 近畿広域圏 | 『アニメシャワー』第3部              |
| 2008年10月7日 - 2009年3月24日 | 火曜 2:00 - 2:30（月曜深夜） | テレビ埼玉   | 埼玉県     |                                      |
| 2008年10月9日 - 2009年3月19日 | 木曜 13:00 - 13:30           | AT-X         | 日本全域   | 製作参加 / CS放送 / リピート放送あり |
| 2008年10月9日 - 2009年3月26日 | 木曜 3:00 - 3:30（水曜深夜） | 中部日本放送 | 中京広域圏 |                                      |

| 配信期間                       | 配信時間        | 配信サイト         |
| ------------------------------ | --------------- | ------------------ |
| 2008年10月10日 - 2009年3月20日 | 金曜 更新       | ムービーゲート     |
| 2008年10月17日 - 2009年4月3日  | 金曜 12:00 更新 | バンダイチャンネル |

| 放送期間                      | 放送時間                     | 放送局       | 対象地域   | 備考                                 |
| ----------------------------- | ---------------------------- | ------------ | ---------- | ------------------------------------ |
| 2010年10月8日 - 2011年4月1日  | 金曜 23:30 - 土曜 0:00       | AT-X         | 日本全域   | 製作参加 / CS放送 / リピート放送あり |
| 2010年10月9日 - 2011年4月2日  | 土曜 1:30 - 2:00（金曜深夜） | TOKYO MX     | 東京都     |                                      |
| 2010年10月10日 - 2011年4月3日 | 日曜 1:58 - 2:28（土曜深夜） | 毎日放送     | 近畿広域圏 | 『アニメシャワー』第1部              |
|                               | 土曜 2:15 - 2:45（日曜深夜） | テレビ神奈川 | 神奈川県   |                                      |
| 2010年10月10日 - 2011年4月4日 | 日曜 1:35 - 2:05（土曜深夜） | チバテレビ   | 千葉県     |                                      |
| 2010年10月10日 - 2011年4月5日 | 日曜 1:30 - 2:00（土曜深夜） | テレビ埼玉   | 埼玉県     |                                      |
| 2010年10月14日 - 2011年4月7日 | 木曜 2:30 - 3:00（水曜深夜） | 中部日本放送 | 中京広域圏 |                                      |

| 配信期間                      | 配信時間        | 配信サイト         |
| ----------------------------- | --------------- | ------------------ |
| 2010年10月14日 - 2011年4月7日 | 木曜 12:00 更新 | ニコニコチャンネル |
| 2010年10月15日 - 2011年4月8日 | 金曜 16:00 更新 | ShowTime           |
| 不明                          | 不明            | dアニメストア      |

| 放送期間                     | 放送時間                     | 放送局   | 対象地域   | 備考                                 |
| ---------------------------- | ---------------------------- | -------- | ---------- | ------------------------------------ |
| 2018年10月5日 - 2019年4月5日 | 金曜 22:00 - 22:30           | AT-X     | 日本全域   | 製作参加 / CS放送 / リピート放送あり |
| 2018年10月6日 - 2019年4月6日 | 土曜 0:30 - 1:00（金曜深夜） | TOKYO MX | 東京都     |                                      |
|                              |                              | BS11     | 日本全域   | BS放送 / 『ANIME+』枠                |
| 2018年10月7日 - 2019年4月7日 | 日曜 3:38 - 4:08（土曜深夜） | 毎日放送 | 近畿広域圏 | 『アニメシャワー』第4部              |

| 配信期間                     | 配信時間                     | 配信サイト |
| ---------------------------- | ---------------------------- | ---------- |
| 2018年10月6日 - 2019年4月6日 | 土曜 0:30 - 1:00（金曜深夜） | AbemaTV    |

## BD / DVD
| 巻                        | 発売日                                      | 規格品番  | 規格品番  | 規格品番             | 規格品番  | 収録話          | オーディオコメンタリー           |
| 巻                        | 発売日                                      | BD初回版  | BD通常版  | DVD初回版            | DVD通常版 | 収録話          | オーディオコメンタリー           |
| ------------------------- | ------------------------------------------- | --------- | --------- | -------------------- | --------- | --------------- | -------------------------------- |
| 1                         | 2009年1月23日                               | GNXA-1051 | GNXA-1061 | GNBA-1421            | GNBA-1431 | 第1話 - 第3話   | 第1話：阿部敦 井口裕香           |
| 2                         | 2009年2月25日                               | GNXA-1052 | GNXA-1062 | GNBA-1422            | GNBA-1432 | 第4話 - 第6話   | 第6話：阿部敦 井口裕香           |
| 3                         | 2009年3月25日                               | GNXA-1053 | GNXA-1063 | GNBA-1423            | GNBA-1433 | 第7話 - 第9話   | 第9話：能登麻美子 井口裕香       |
| 4                         | 2009年4月24日                               | GNXA-1054 | GNXA-1064 | GNBA-1424            | GNBA-1434 | 第10話 - 第12話 | 第10話：佐藤利奈 ささきのぞみ    |
| 5                         | 2009年5月29日                               | GNXA-1055 | GNXA-1065 | GNBA-1425            | GNBA-1435 | 第13話 - 第15話 | 第14話：阿部敦 佐藤利奈          |
| 6                         | 2009年6月26日                               | GNXA-1056 | GNXA-1066 | GNBA-1426            | GNBA-1436 | 第16話 - 第18話 | 第17話：伊藤静 勝杏里            |
| 7                         | 2009年7月24日                               | GNXA-1057 | GNXA-1067 | GNBA-1427            | GNBA-1437 | 第19話 - 第21話 | 第20話：岡本信彦 日高里菜        |
| 8                         | 2009年8月21日                               | GNXA-1058 | GNXA-1068 | GNBA-1428            | GNBA-1438 | 第22話 - 第24話 | 第24話：阿部敦 井口裕香 阿澄佳奈 |
| SET1                      | 2010年12月17日                              | -         | -         | GNBA-5101 （特装版） | GNBA-5102 | 第1話 - 第12話  | -                                |
| SET2                      | 2011年3月9日                                | -         | -         | GNBA-5103 （特装版） | GNBA-5104 | 第13話 - 第24話 | -                                |
| SET1 （再版）             | 2012年12月21日                              | -         | -         | -                    | GNBA-5135 | 第1話 - 第12話  | -                                |
| SET2 （再版）             | 2012年12月21日                              | -         | -         | -                    | GNBA-5136 | 第13話 - 第24話 | -                                |
| BOX                       | 2012年12月28日 （DVD） 2013年6月26日 （BD） | GNXA-1059 | -         | GNBA-5181            | -         | 全24話          | 上記全てを収録 （BDのみ）        |
| BOX スペシャル プライス版 | 2017年10月25日                              | -         | GNXA-1197 | -                    | -         | 全24話          | 上記全てを収録 （BDのみ）        |

| 巻                        | 発売日                                      | 規格品番  | 規格品番  | 規格品番  | 規格品番  | 収録話          | オーディオコメンタリー          |
| 巻                        | 発売日                                      | BD初回版  | BD通常版  | DVD初回版 | DVD通常版 | 収録話          | オーディオコメンタリー          |
| ------------------------- | ------------------------------------------- | --------- | --------- | --------- | --------- | --------------- | ------------------------------- |
| 1                         | 2011年1月26日                               | GNXA-1311 | GNXA-1321 | GNBA-1781 | GNBA-1791 | 第1話 - 第3話   | 第1話：阿部敦 井口裕香          |
| 2                         | 2011年2月23日                               | GNXA-1312 | GNXA-1322 | GNBA-1782 | GNBA-1792 | 第4話 - 第6話   | 第5話：遠藤綾 釘宮理恵          |
| 3                         | 2011年4月6日                                | GNXA-1313 | GNXA-1323 | GNBA-1783 | GNBA-1793 | 第7話 - 第9話   | 第7話：佐藤利奈 新井里美        |
| 4                         | 2011年5月25日                               | GNXA-1314 | GNXA-1324 | GNBA-1784 | GNBA-1794 | 第10話 - 第12話 | 第11話：能登麻美子 こやまきみこ |
| 5                         | 2011年6月22日                               | GNXA-1315 | GNXA-1325 | GNBA-1785 | GNBA-1795 | 第13話 - 第15話 | 第13話：阿部敦 谷山紀章 勝杏里  |
| 6                         | 2011年7月27日                               | GNXA-1316 | GNXA-1326 | GNBA-1786 | GNBA-1796 | 第16話 - 第18話 | 第17話：阿部敦 佐藤利奈         |
| 7                         | 2011年8月24日                               | GNXA-1317 | GNXA-1327 | GNBA-1787 | GNBA-1797 | 第19話 - 第21話 | 第20話：井口裕香 日高里菜       |
| 8                         | 2011年9月22日                               | GNXA-1318 | GNXA-1328 | GNBA-1788 | GNBA-1798 | 第22話 - 第24話 | 第24話：阿部敦 岡本信彦         |
| SET1                      | 2012年12月21日                              | -         | -         | -         | GNBA-5178 | 第1話 - 第12話  | -                               |
| SET2                      | 2012年12月21日                              | -         | -         | -         | GNBA-5179 | 第13話 - 第24話 | -                               |
| BOX                       | 2012年12月28日 （DVD） 2013年9月25日 （BD） | GNXA-1319 | -         | GNBA-5182 | -         | 全24話          | 上記全てを収録 （BDのみ）       |
| BOX スペシャル プライス版 | 2017年10月25日                              | -         | GNXA-1198 | -         | -         | 全24話          | 上記全てを収録 （BDのみ）       |

| 巻  | 発売日         | 規格品番   | 規格品番 | 規格品番  | 規格品番  | 収録話          | オーディオコメンタリー           |
| 巻  | 発売日         | BD初回版   | BD通常版 | DVD初回版 | DVD通常版 | 収録話          | オーディオコメンタリー           |
| --- | -------------- | ---------- | -------- | --------- | --------- | --------------- | -------------------------------- |
| 1   | 2018年12月26日 | GNXA-7381  | -        | GNBA-7841 | -         | 第1話 - 第3話   | 第1話：阿部敦 井口裕香           |
| 2   | 2019年1月30日  | GNXA-7382  | -        | GNBA-7842 | -         | 第4話 - 第6話   | 第6話：岡本信彦 日野聡           |
| 3   | 2019年2月28日  | GNXA-7383  | -        | GNBA-7843 | -         | 第7話 - 第9話   | 第9話：伊藤静 茅野愛衣           |
| 4   | 2019年3月27日  | GNXA-7384  | -        | GNBA-7844 | -         | 第10話 - 第12話 | 第12話：阿部敦 東地宏樹 子安武人 |
| 5   | 2019年4月30日  | GNXA-7385  | -        | GNBA-7845 | -         | 第13話 - 第16話 | 第14話：阿部敦 真堂圭 原田彩楓   |
| 6   | 2019年5月30日  | GNXA-7386  | -        | GNBA-7846 | -         | 第17話 - 第19話 | 第17話：日野聡 小清水亜美        |
| 7   | 2019年6月26日  | GNXA-7387  | -        | GNBA-7847 | -         | 第20話 - 第22話 | 第20話：阿部敦 岡本信彦          |
| 8   | 2019年7月31日  | GNXA-7388  | -        | GNBA-7848 | -         | 第23話 - 第26話 | 第26話：阿部敦 森川智之          |
| BOX | 2021年9月29日  | 1000802767 | -        | -         | -         | 全26話          | 上記全てを収録                   |

パッケージイラストは、原作イラスト担当のはいむらきよたか描き下ろしイラストとなっている。オーディオコメンタリーのほか、作品解説ブックレット、書き下ろし小説『とある科学の超電磁砲SS』、WEBラジオ『とあるラジオの禁書目録』収録CD-ROM、サウンドトラックCDなどを収録（一部、初回限定盤のみ）。

### PLEASURE DISC
『とある魔術の禁書目録 PLEASURE DISC』
第1期のBD / DVD第1巻初回盤の予約（購入者）先着特典。おまけアニメ『とある魔術の禁書目録たん』をはじめ、店頭ナビゲーション番組『とある魔術の禁書目録Blu-ray & DVD 予約しちゃうとイイコトいっぱいだよスペシャル!』、阿部敦、井口裕香、佐藤利奈による撮り下ろし座談会『とある魔術の座談会』、広告用映像『先行プロモーション映像 RONDO ROBE 2008 Ver.』が収録されている。全63分。
『とある魔術の禁書目録 PLEASURE DISC 2』
第1期のBD / DVD第5巻初回盤の予約（購入者）先着特典。第1巻に続き、おまけアニメ『とある魔術の禁書目録たん2』をはじめ、出演声優陣（阿部敦、井口裕香、佐藤利奈）とグレート・プロデューサー (GP) による撮り下ろし座談会『とある魔術の座談会2』、広告用映像『プロモーション映像 コミックマーケット75 Ver.』が収録されている。全42分。
『とある魔術の禁書目録II PLEASURE DISC』
第2期のBD / DVD第1巻初回盤の予約（購入者）先着特典。おまけアニメ『とある魔術の禁書目録たん3』をはじめ、出演声優陣（阿部敦、井口裕香、佐藤利奈）による特別企画『とあるメンツの未来予報』、広告用映像『先行プロモーション映像 コミックマーケット78 Ver.』が収録されている。全64分。
『とある魔術の禁書目録II PLEASURE DISC 2』
第2期のBD / DVD第5巻初回盤の予約（購入者）先着特典。おまけアニメ『とある魔術の禁書目録たん4』をはじめ、出演声優陣（阿部敦、井口裕香、佐藤利奈、岡本信彦、日高里菜）による特別企画『とある試験の模範解答』、おまけ映像『とある放課後の座談会』、『プロモーション映像 コミックマーケット79 Ver.』が収録されている。全68分。

## Webラジオ
アニメ第1期に合わせ『とある“ラジオ”の禁書目録』が2008年9月19日から2009年5月1日まで配信された。
第2期に合わせ『とある“ラジオ”の禁書目録II』が2010年9月24日から2011年5月6日まで配信された。
第3期に合わせ『とあるラジオの禁書目録III』が2018年12月14日に配信された。以降はBlu-ray&DVDに付属する特典CDにて収録された。
パーソナリティは、インデックス役の井口裕香と御坂美琴役の佐藤利奈。

## 関連アニメ作品

### とある魔術の禁書目録たん
第1期、第2期のBD / DVD初回予約特典ディスク、劇場版の特装版BD / DVDの特典映像ディスク、第3期のBD / DVDの特典映像として収録されているおまけアニメ。『とある魔術の禁書目録 PLEASURE DISC』、『とある魔術の禁書目録 PLEASURE DISC 2』、『とある魔術の禁書目録II PLEASURE DISC』、『とある魔術の禁書目録II PLEASURE DISC 2』、『劇場版 とある魔術の禁書目録 -エンデュミオンの奇蹟- 特典版』『とある魔術の禁書目録III Vol.1』『とある魔術の禁書目録III Vol.5』に収録されている。
原作の出版社やアニメの制作会社が同じことから『しゃくがんのシャナたん』同様、ちびキャラ化したインデックスことインデックスたんをはじめ、各登場キャラクターたちが繰り広げる公式パロディ作品である。基本的な内容は本編のパロディとなっているが、『しゃくがんのシャナたん』のものまね（「とある魔術の座談会2」にて、ものまねについての言及がある）や出演声優に関するネタ、さらには出演声優による地の会話などが加えられている。このほか、テレビアニメのプロモーションでコラボレーションを行った『とらドラ!』や『俺の妹がこんなに可愛いわけがない』、制作会社つながりの『探偵オペラ ミルキィホームズ』やネット上でネタになっていた第2期OP、さらには『侵略!イカ娘』『リングにかけろ』などのパロディや外伝作品『とある科学の超電磁砲』の宣伝などもネタにしている。なお、インデックスたんは後に『しゃくがんのシャナたん』への出演も果たしているほか、『とある魔術の禁書目録たん3』ではシャナたんと同じ声優つながりであるアニェーゼもちびキャラ化しているうえ、作中でシャナたんを髣髴とさせる発言を行っている。
各話リスト
| 巻数         | サブタイトル                                                              | 脚本       | コンテ     | 演出       | 作画監督            | インデックスたん デザイン |
| ------------ | ------------------------------------------------------------------------- | ---------- | ---------- | ---------- | ------------------- | ------------------------- |
| 第1期・第1巻 | とある魔術の禁書目録たん                                                  | 浅沼晋太郎 | 柳伸亮     | 柳伸亮     | 柳伸亮              | 中村直人                  |
| 第1期・第5巻 | とある魔術の禁書目録たん2                                                 | 浅沼晋太郎 | 中津環     | 中津環     | 木本茂樹            | 中村直人                  |
| 第2期・第1巻 | とある魔術の禁書目録たん3                                                 | -          | 永岡知佳   | 永岡知佳   | 木本茂樹            | 木本茂樹                  |
| 第2期・第5巻 | とある魔術の禁書目録たん4                                                 | -          | 永岡知佳   | 永岡知佳   | 木本茂樹            | -                         |
| 劇場版       | 劇場版とある魔術の禁書目録たん -エンデュミオンの奇蹟-があったりなかったり | -          | 鈴木健太郎 | 鈴木健太郎 | 小松原聖 上田みねこ | -                         |
| 第3期・第1巻 | とある魔術の禁書目録たん6                                                 | 松倉友二   | 石田美由紀 | 石田美由紀 | -                   | -                         |
| 第3期・第5巻 | とある魔術の禁書目録たん7                                                 | 松倉友二   | 石田美由紀 | 石田美由紀 | -                   | -                         |

### とある科学の超電磁砲
御坂美琴を主人公としたスピンオフ作品。2009年10月から2010年3月まで第1期が、2013年4月から9月まで第2期が、2020年1月から9月まで第3期が放送された。

### とある科学の一方通行
一方通行を主人公としたスピンオフ作品。2019年7月から9月までAT-Xほかにて放送された。

### 劇場版
『劇場版 とある魔術の禁書目録 -エンデュミオンの奇蹟-』のタイトルで、2013年2月23日に公開された。「時系列的に出せるキャラクターは可能な限り出そう」という心意気で制作された「オールスター総出演のお祭りイベント的作品」。原作者原案のオリジナルストーリーであり、物語上の時系列としてはテレビアニメ『とある魔術の禁書目録II』の第7話と第8話の間に位置する。

## 関連商品

### 主題歌CD
| 発売日         | タイトル                     | アーティスト            |
| -------------- | ---------------------------- | ----------------------- |
| 2008年10月29日 | PSI-missing                  | 川田まみ                |
| 2008年11月26日 | Rimless〜フチナシノセカイ〜  | IKU                     |
| 2009年2月4日   | masterpiece                  | 川田まみ                |
| 2009年2月25日  | 誓い言〜スコシだけもう一度〜 | IKU                     |
| 2010年11月3日  | No buts!                     | 川田まみ                |
| 2010年11月24日 | Magic∞world                  | 黒崎真音                |
| 2011年2月16日  | See visionS                  | 川田まみ                |
| 2011年3月2日   | メモリーズ・ラスト           | 黒崎真音                |
| 2013年8月28日  | とある魔術の楽曲目録         | 川田まみ、IKU、黒崎真音 |
| 2018年11月21日 | Gravitation                  | 黒崎真音                |
| 2018年11月21日 | 革命前夜                     | 井口裕香                |
| 2019年2月13日  | 終わらない歌                 | 井口裕香                |
| 2019年3月6日   | ROAR                         | 黒崎真音                |

### オリジナルサウンドトラック
| 発売日        | タイトル                                      | 規格品番  |
| ------------- | --------------------------------------------- | --------- |
| 2009年1月23日 | とある魔術の禁書目録 ORIGINAL SOUND TRACK 1   | GNCA-1202 |
| 2009年4月24日 | とある魔術の禁書目録 ORIGINAL SOUND TRACK 2   | GNCA-1203 |
| 2011年1月26日 | とある魔術の禁書目録II ORIGINAL SOUND TRACK 1 | GNCA-1291 |
| 2011年5月25日 | とある魔術の禁書目録II ORIGINAL SOUND TRACK 2 | GNCA-1292 |

### オーディオドラマ&キャラクターソングCD
| 発売日        | タイトル                             | 規格品番  |
| ------------- | ------------------------------------ | --------- |
| 2009年3月25日 | とある魔術の禁書目録 アーカイブス1   | GNCA-1204 |
| 2009年6月10日 | とある魔術の禁書目録 アーカイブス2   | GNCA-1205 |
| 2009年7月24日 | とある魔術の禁書目録 アーカイブス3   | GNCA-1206 |
| 2009年8月21日 | とある魔術の禁書目録 アーカイブス4   | GNCA-1207 |
| 2011年5月25日 | とある魔術の禁書目録II アーカイブス1 | GNCA-1293 |
| 2011年6月22日 | とある魔術の禁書目録II アーカイブス2 | GNCA-1294 |
| 2011年7月27日 | とある魔術の禁書目録II アーカイブス3 | GNCA-1295 |
| 2011年8月24日 | とある魔術の禁書目録II アーカイブス4 | GNCA-1296 |

### 既刊一覧
- 『DVD付き限定版 アニメ『とある魔術の禁書目録』ノ全テ featuring アニメ『とある科学の超電磁砲』』 アスキー・メディアワークス、2010年10月12日発売[31]、ISBN 978-4-04-870118-1

## コラボレーション
同じ電撃文庫作品であり、テレビアニメ第2期と同時期に放送されたアニメ『俺の妹がこんなに可愛いわけがない』とCMやポスターなどでコラボレーション企画が行われた。